# The Great Day
The Great Day er en britisk stumfilm fra 1920 af Hugh Ford.

## Medvirkende
- Arthur Bourchier som Sir John Borstwick
- Mary Palfrey som Lady Borstwick
- Marjorie Hume som Clara Borstwick
- Bertram Burleigh som Frank Beresford
- Adeline Hayden Coffin som Mrs. Beresford
- Percy Standing som Paul Nikola
- Meggie Albanesi som Lillian Leeson
- Geoffrey Kerr som Dave Leeson
- Lewis Dayton som Lord Medway